# Pedicularis mairei
Pedicularis mairei är en snyltrotsväxtart som beskrevs av Bonati. Pedicularis mairei ingår i släktet spiror, och familjen snyltrotsväxter. Inga underarter finns listade i Catalogue of Life.